# Unione Sportiva Sanremese 1962-1963
Questa voce raccoglie le informazioni riguardanti l'Unione Sportiva Sanremese nelle competizioni ufficiali della stagione 1962-1963.

## Rosa
| N. |                   | Ruolo | Calciatore        |
| -- | ----------------- | ----- | ----------------- |
|    | Italia (bandiera) | C     | Ferruccio Baiardo |
|    | Italia (bandiera) | D     | Bruno Borfiga     |
|    | Italia (bandiera) |       | Buttò             |
|    | Italia (bandiera) | C     | Ezio Caboni       |
|    | Italia (bandiera) |       | Carapezzi         |
|    | Italia (bandiera) | D     | Francesco Carta   |
|    | Italia (bandiera) | D     | Amerigo Curti     |
|    | Italia (bandiera) | A     | Sergio Gaslini    |
|    | Italia (bandiera) | C     | Renato Gelio      |
|    | Italia (bandiera) | C     | Alfredo Giorgi    |
|    | Italia (bandiera) | P     | Oreste Lemonnier  |

| N. |                      | Ruolo | Calciatore          |
| -- | -------------------- | ----- | ------------------- |
|    | Italia (bandiera)    | P     | Mario Mantovani     |
|    | Italia (bandiera)    | A     | Epifanio Morisi     |
|    | Italia (bandiera)    | D     | Angelo Moroni       |
|    | Italia (bandiera)    | A     | Carlo Netta         |
|    | Italia (bandiera)    | A     | Marco Novi          |
|    | Italia (bandiera)    | C     | Bruno Pesante       |
|    | Italia (bandiera)    | C     | Vito Placanica      |
|    | Argentina (bandiera) | A     | Orlando Rao         |
|    | Italia (bandiera)    | A     | Gianni Sandri       |
|    | Italia (bandiera)    | C     | Ferruccio Tortorese |
|    | Italia (bandiera)    | C     | Rodolfo Zetti       |